# Кайга
Кайга (каз. Қайғы) — село в Наурзумском районе Костанайской области Казахстана. Входит в состав Дамдинского сельского округа. Код КАТО — 395845300.
В 12 км к западу от села Кайга находится пересыхающее озеро Киикколь.

## История
До 2013 года село входило в состав упразднённого Мерекенского сельского округа.

## Население
В 1999 году население села составляло 261 человек (130 мужчин и 131 женщина). По данным переписи 2009 года, в селе проживал 71 человек (28 мужчин и 43 женщины).